# Calytrix strigosa
Calytrix strigosa là một loài thực vật có hoa trong Họ Đào kim nương. Loài này được A.Cunn. mô tả khoa học đầu tiên năm 1834.